# Necessitats educatives especials
Es parla de necessitats educatives especials quan una deficiència, ja sigui física, social, sensorial, etc., afecta l'aprenentatge, i fa imprescindible modificacions parcials o totals del currículum perquè el nen pugui assolir el màxim desenvolupament de la seva personalitat i les seves capacitats. Aquestes necessitats educatives es poden presentar de forma permanent durant tota l'escolarització o en una fase d'ella. El terme se sol usar també per a alumnes amb un entorn molt desafavorit que necessiten una atenció suplementària per risc de fracàs escolar.
La LOE defineix necessitats educatives especials (NEE) com alumnes que requereixen per un període de la seva escolarització o al llarg de tota ella, determinats suports i atenció educativa específica derivades d'una discapacitat física, psíquica o trastorn greu de conducta i / o sensorial.